# Hans-Georg Werner
Hans-Georg Werner (* 5. Februar 1931 in Militsch, Schlesien; † 9. Dezember 1996 in Eisleben) war ein deutscher Literaturhistoriker.

## Leben und Wirken
Der 1931 im schlesischen Militsch geborene Hans-Georg Werner legte 1949 sein Abitur am Dessauer Philantropium ab. Anschließend war er als Hilfsarbeiter und Hilfslehrer tätig.
Von 1950 bis 1954 studierte er Germanistik, Geschichte und Philosophie in Halle (Saale), wobei die Spezialisierung auf der Germanistik lag. Von 1955 bis 1958 war er Lektor für deutsche Literatur an der Universität Bukarest. Danach erhielt er eine Anstellung als wissenschaftlicher Mitarbeiter an der Martin-Luther-Universität Halle-Wittenberg. Dort wurde er 1960 im Fachgebiet Neuere deutsche Literatur promoviert, die Habilitation erfolgte Ende 1966. Ab 1967 war er Dozent an der Universität Halle-Wittenberg. 1969 wurde er zum ordentlichen Professor für deutsche Literatur ernannt. Von 1968 bis 1976 war er zugleich Direktor des Germanistischen Instituts beziehungsweise der Sektion Germanistik und Kunstwissenschaften der Universität in Halle.
Hans-Georg Werner war ab März 1982 Vorsitzender der Bezirksleitung Halle des Kulturbundes der DDR. Im Oktober 1984 wurde er als ordentliches Mitglied in die Sächsische Akademie der Wissenschaften zu Leipzig gewählt und ab März 1994 noch als korrespondierendes Mitglied geführt. Korrespondierendes Mitglied war er auch von Juni 1989 bis Juli 1992 in der Berlin-Brandenburgischen Akademie der Wissenschaften.

## Arbeitsgebiete
Werners Hauptarbeitsgebiete waren Aufklärung, Romantik, Vormärz, DDR-Literatur und die Methodologie der Literaturwissenschaft.
Er schuf ab 1975 in Zusammenarbeit mit dem Sprachwissenschaftler Gotthard Lerchner unter dem Begriff „Integrative Analyse literarischer Texte“ einen neuen methodischen Ansatz in der Literaturwissenschaft der DDR. Zitat Werner: „Die Analyse der Sprachform von Dichtungen ist für den unabdingbar, der nach den Ursachen für Wirkungen einer Dichtung fragt. Nur aufgrund textanalytischer Untersuchungen lassen sich wirkungsästhetische Fragen in Fragen der literarischen Ästhetik umwandeln, so daß die Literaturwissenschaft auch in stärkerem Maße die produktionsästhetischen Interessen der Autoren bedienen kann. Ich erinnere daran, daß Brecht schon vor einem halben Jahrhundert gefordert hat, daß literarische Probleme als Fragen der Technik behandelt werden sollen, weil die Fragen der literarischen Technik nach seiner Auffassung das Vermittlungsglied zwischen Intension und Ergebnis, Wirkung, Effekt bilden.“ Weiter erklärte er: „Die Stilistik eines dichterischen Textes, die den heute zu stellenden kommunikativen Anforderungen einigermaßen gerecht wird, verlangt, daß der innere Zusammenhang der in sich widersprüchlichen stilistischen Elemente sowohl in seiner semantischen – also bezeichnenden – wie in seiner poetischen – also sinnlich-affizierenden – Form erfaßt wird.“
In einem Redebeitrag zur „Erbeaneignung“ von klassischen Bühnenwerken durch die Schauspieltheater warnte er vor der Berufung auf den Begriff „Lesart“ und damit einhergehender „x-beliebiger“ Auslegung: „Wenn auch die schöpferische Interpretation eines Stückes geschichtlichen Wandlungen unterworfen ist und immer subjektive Aspekte hat, so würde sie sich doch selbst aufheben, ließe sie der Willkür des Deutenden freien Raum.“ Jedes Stück habe eine aus Elementen bestehende Struktur, die in die intendierte Richtung weise. Es gebe zwar einen Interpretationsspielraum, der habe aber Grenzen: „Wenn sie verletzt werden, entsteht der Eindruck, daß ein künstlerischer Wertgegenstand mißbraucht wurde; es sei denn, mit Hilfe von Elementen des alten Stückes wurde eine neue künstlerische Struktur geschaffen, die sich aber gegenüber der alten dadurch rechtfertigen müßte, daß sie reicher oder aktueller oder wirksamer ist.“

## Auszeichnungen
- 1976: Händel-Preis des Bezirks Halle
- 1977: Lessing-Preis der DDR
- 19??: Vaterländischer Verdienstorden in Silber

## Schriften
- Heine. Seine weltanschauliche Entwicklung und sein Deutschlandbild (= Kleine Espla-Bücherei). Espla Staatsverlag für Kunst und Literatur, Bukarest 1958.
- E. T. A. Hoffmann. Darstellung und Deutung der Wirklichkeit im dichterischen Werk (= Beiträge zur deutschen Klassik; Band 13). Arion Verlag, Weimar 1962 (2., durchges. Aufl., Aufbau-Verlag, Berlin / Weimar 1971).
- Geschichte des politischen Gedichts in Deutschland von 1815 bis 1840. Akademie-Verlag, Berlin 1969 (2. Aufl. 1972).
- Text und Dichtung, Analyse und Interpretation. Zur Methodologie literaturwissenschaftlicher Untersuchungen. Aufbau-Verlag, Berlin / Weimar 1984.
- Über die Modernität der literarischen Romantik in Deutschland (= Sitzungsberichte der sächsischen Akademie der Wissenschaften zu Leipzig. Philologisch-historische Klasse; Band 129, Heft 6). Akademie-Verlag, Berlin 1989.
- Georg Büchner. Sein Leben und seine literarischen Texte (= Studienbriefe). Fernuniversität in Hagen, Hagen 1992.
- Literarische Strategien. Studien zur deutschen Literatur 1760 bis 1840. Verlag J. B. Metzler, Stuttgart / Weimar 1993, ISBN 3-476-00892-4.

### Herausgaben, Mitautorenschaften, Kollektivarbeiten (Auswahl)
- Deutsche Literatur im Überblick (= Reclams Universal-Bibliothek; Band 94). Reclam, Leipzig 1965 (spätere Auflagen unter dem Titel Deutschsprachige Literatur im Überblick).
- Herweghs Werke. In einem Band (= Bibliothek deutscher Klassiker). Ausgewählt und eingeleitet von Hans-Georg Werner. Aufbau-Verlag, Berlin / Weimar 1967.
- Erworbene Tradition. Studien zu Werken der sozialistischen deutschen Literatur. Herausgegeben von Günter Hartung, Thomas Höhle und Hans-Georg Werner. Aufbau-Verlag, Berlin / Weimar 1977.
- Klopstock. Werk und Wirkung. Wissenschaftliche Konferenz der Martin-Luther-Universität Halle-Wittenberg im Juli 1974. Akademie-Verlag, Berlin 1978.
- Clemens Brentano. Gedichte, Erzählungen, Märchen (2 Bände). Eingeleitet und herausgegeben von Hans-Georg Werner. Union Verlag, Berlin 1978.
- Geschichte der deutschen Literatur, 7. Band: 1789–1830, Volk und Wissen, Berlin 1978.
- Über Poesie und weiteres oder Das Komma im Frack und anderes (= Essays der Weltliteratur). Herausgegeben von Hans-Georg Werner in Zusammenarbeit mit Dietrich Freydank, Kurt Krolop und Rudolf Noack. Mitteldeutscher Verlag, Halle / Leipzig 1981.
- Ludwig Achim von Arnim. Die Erzählungen und Romane (4 Bände). Insel Verlag, Leipzig 1981–1984
- Bausteine zu einer Wirkungsgeschichte. Gotthold Ephraim Lessing. Aufbau-Verlag, Berlin / Weimar 1984.
- Grabbes Werke (2 Bände) (= Bibliothek deutscher Klassiker). Aufbau-Verlag, Berlin / Weimar 1987, ISBN 3-351-00111-8.
- Studien zu Georg Büchner. Aufbau-Verlag, Berlin / Weimar 1988, ISBN 3-351-01240-3.
- Nikolaus Lenau: Werke und Briefe. Band 3: Faust. Ein Gedicht. Deuticke, Wien 1997, ISBN 3-216-30052-8.

### Beiträge (Auswahl)
- Probleme einer sozialistischen „Faust I“-Aufführung. Gedanken zu Horst Schönemanns Inszenierung in Halle. In: Weimarer Beiträge, 4/1971, S. 127–160.
- Ein Talent von hoher Bedeutung. Zum 200. Geburtstag Ludwig Tiecks am 31. Mai. In: Neues Deutschland, 1. Juni 1973, Kultur, S. 4.
- Dichtung im Namen menschlicher Würde. Zum heutigen 200. Geburtstag Heinrich von Kleists. In: Neues Deutschland, 18. Oktober 1977, Kultur, S. 4.
- Zum Traditionsbezug der Erzählungen in Christa Wolfs „Unter den Linden“. In: Heide Hess, Peter Liebers (Hrsg.): Arbeiten mit der Romantik heute (= Schriftenreihe des Präsidiums der Akademie der Künste der Deutschen Demokratischen Republik; Arbeitshefte Sektion Literatur und Sprachpflege; 26). Akademie der Künste der Deutschen Demokratischen Republik, Berlin 1978, S. 52–61.
- Romantische Traditionen in epischen Werken der neueren DDR-Literatur. Franz Fühmann und Christa Wolf. In: Zeitschrift für Germanistik, 4/1980, November 1980, S. 398–416.
- Grillparzers „Weh dem, der lügt“ und die Tradition der ernsthaften Komödie. In: Herbert Zeman (Hrsg.): Die österreichische Literatur. Ihr Profil im 19. Jahrhundert (1830–1880). Eine Dokumentation ihrer literaturhistorischen Entwicklung (= Jahrbuch für österreichische Kulturgeschichte; Band XI–XII). Akademische Druck- und Verlagsanstalt, Graz 1982, ISBN 3-201-01178-9, Seite 323–341.
- Hoffmanns Phantasie-Italien. In: E. T. A. Hoffmann-Jahrbuch, Nr. 1 (1992/1993), zugleich Mitteilungen der E. T. A. Hoffmann-Gesellschaft, Heft 38/39, Erich Schmidt Verlag, 1993, S. 133–142.